# Kappsegling

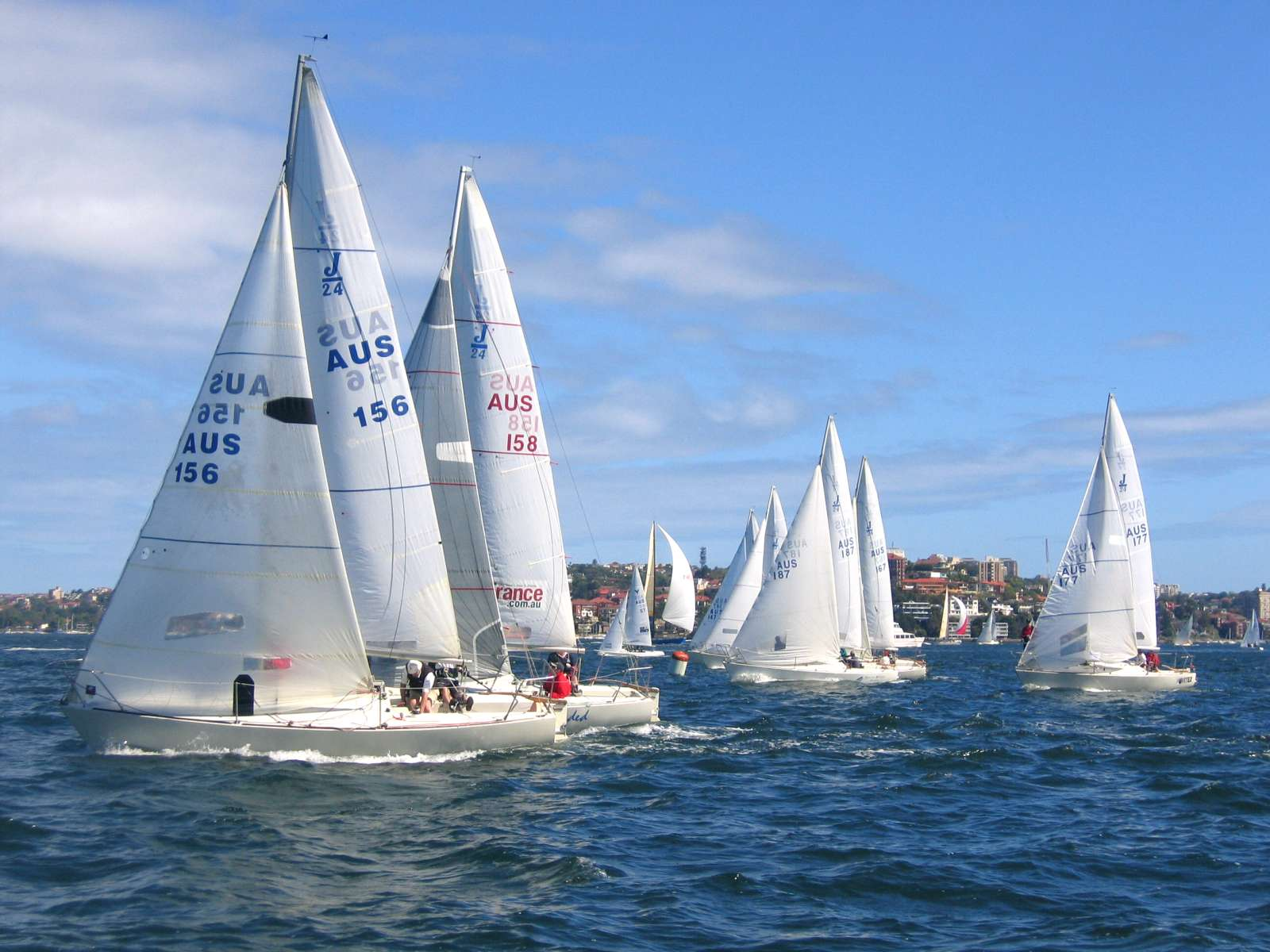
Kappsegling mellan båtar av typ J-24 utanför Sydneys hamn.

Ropeye. En kappseglingsbåt i IMOCA klassen. Ystads hamn 2017.

Kappsegling är en tävling mellan segelbåtar eller segelfartyg.
Kappseglingar arrangeras oftast av större segelbåtssällskap som bjuder in till tävling utan krav på medlemskap men med krav på att en viss startavgift erläggs. Kappseglingar arrangeras också ofta på ideell basis av mindre segelsällskap, båtklubbar eller båttypsföreningar, för att ge möjlighet för besättningar att tillsammans med andra få tillfälle att träna upp sina allmänna seglingskunskaper, gällande kappseglingsregler och utveckla sitt båtmaterialet, där själva tävlingsmomentet anses vara en viktig drivande faktor i inhämtandet av både praktiska och teoretiska kunskaper som också ger ett bra tillfälle utom tävlan till utbyte av erfarenheter mellan besättningar.
Regelverket kring kappseglingar är omfattande. En gedigen kunskap om dessa är oftast en förutsättning för att kunna nå bra placeringar och inte riskeras att diskvalificeras, där vetskapen och utnyttjande av gällande väjningsregler tillhör några av de mer grundläggande kunskaperna.

## Historia
Segling har använts för transport på floder, sjöar och hav sedan förhistorisk tid. Även om det är omöjligt att säga när och var man för första gången tävlade i segling så har troligen den moderna kappseglingen sitt ursprung i 1600-talets Nederländerna. Det engelska ordet för nöjessegling, yachting, kommer troligen från holländskans jaght, en snabb typ av segelbåt. Sporten togs till England under mitten av 1600-talet av kung Charles II efter hans exil i Holland. I England utvecklades snart segelbåtar som var specialbyggda för tävling. Internationell kappsegling tog fart i och med America’s Cup 1851 när den amerikanska båten America vann en tävling i England och tog hem en pokal därifrån som sedan låg till grunden för årligen återkommande seglingar.
Under slutet av 1800-talet och början av nittonhundratalet fick utvecklingen ytterligare fart. De första jolleentypsklassen, det vill säga jolleklass med så väl definierade regler att båtarna är i stort sett identiska, seglade för första gången 1887. Det var en klass som kallas Water Wag och det var utanför Dublin. Det var flera konstruktörer som hjälpte utvecklingen framåt. En av dem var engelsmannen Uffa Fox (1898-1972) som utvecklade flera jollar och introducerade planande skrov. Ytterligare framsteg för jolleseglingen kom i och med att trapetsselen introducerades på 1930-talet.
Segling har varit en gren i OS sedan Olympiska sommarspelen 1900 med undantag för 1904. Vilka klasser som varit med i OS har varierat genom åren. Ursprungligen var det stora båtar med upp till 12 besättningsmän men trenden har gått mot mindre och lättare båtar. Idag är en stor del enmansbåtar.

## Kappsegling allmänt
Kappsegling sker vanligtvis efter kappseglingsreglerna, KSR Den och delas upp i två stora grupper, havskappsegling och bankappsegling:
- I Havskappseglingar seglar båtarna längre sträckor på öppet hav, exempelvis Gotland Runt. Volvo Ocean Race är en av de mest extrema havskappseglingarna i världen med specialbyggda båtar som seglar etappvis jorden runt. Andra havskappseglingar jorden runt är exempelvis Vendée Globe.

- Bankappsegling är kappsegling på kortare banor som oftast är utmärkta med bojar eller dylikt.

För att olika slags båtar skall kunna tävla utan att båttypen för starkt skall påverka framgången används olika respitsystem ("handicap"). I Norden används allmänt Svenskt Respitsystem, tidigare kallat LYS. Bland andra respitsystem kan nämnas ORCi, IRC och ORR.

### Bankappsegling
Bankappsegling är den vanligaste formen av kappsegling, där ett antal båtar av samma typ med gemensam start tävlar om att segla en bana utmärkt med ett antal rundsbojar på kortast möjliga tid. Startlinjen markeras med två bojar och båt får inte passera startlinjen innan startskottet gått. Mållinjen markeras också av två bojar. Den båt som från att startskottet gått har rundat samtliga rundningsbojar i fastställd turordning utefter banan och passerar mållinjen först vinner kappseglingen. Trängseln vid startlinjen för att få en fördelaktig placering precis när startskottet går och vid rundningsbojarna leder ofta till situationer där kunskapen om gällande kappseglingsregler är avgörande för att inte riskera att diskvalificeras.